# Rhein-Neckar-Kreis
Rhein-Neckar-Kreis  este districtul rural (în germană: Landkreis) cel mai mare ca număr de locuitori din  landul Baden-Württemberg, Germania (locul trei dintre toate districtele germane). Numele lui provine de la fluviul Rhein (în românește: Rin) și râul Neckar.

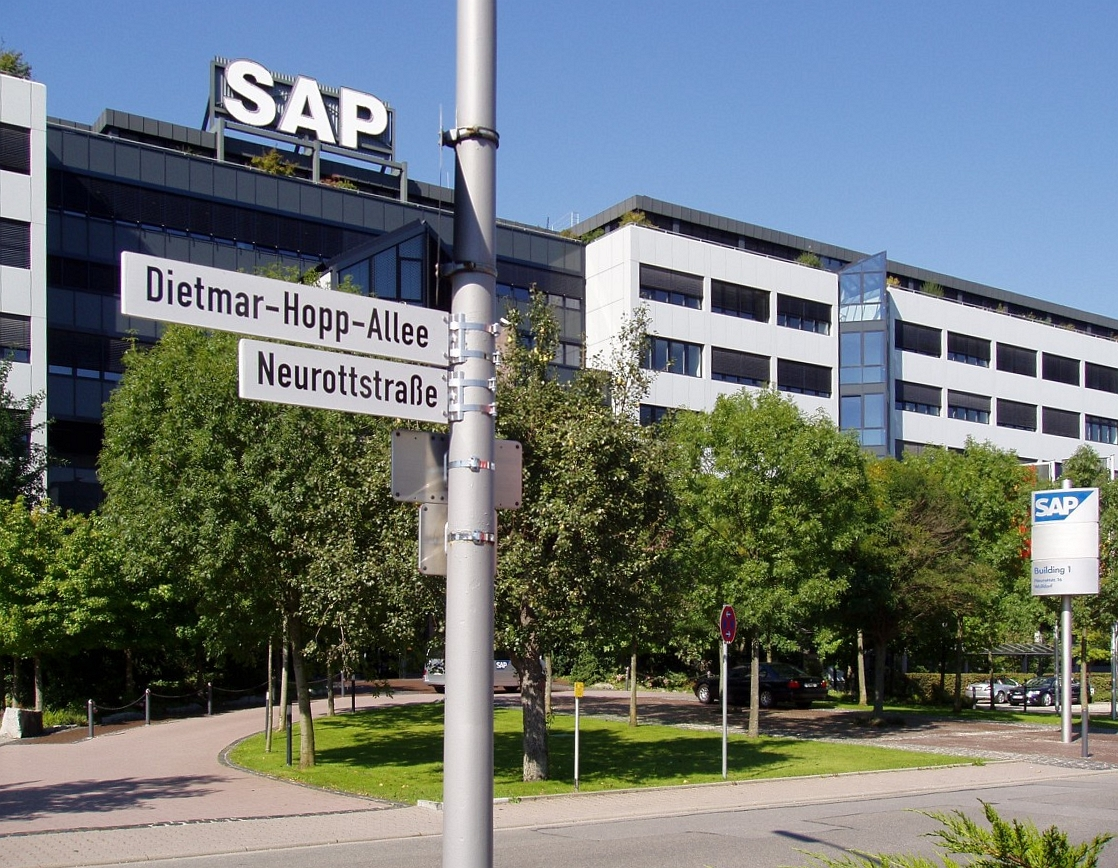
Sediul firmei SAP din Walldorf

La nord granița districtului este aceeași cu a landului Hessa, respectiv districtele de acolo: Bergstraße și Odenwaldkreis. La est districtul se învecinează cu districtul Neckar-Odenwald; la sudest cu districtul Heilbronn; la sud cu districtul Karlsruhe; la vest granița este formată de râul Rin spre landul Renania-Palatinat (Rheinland-Pfalz) respectiv orașul Speyer și districtul Rhein-Pfalz din acest land. La nordvest se află districtul urban Mannheim.
Sediul districtului este orașul Heidelberg, care este district urban și deci nu face parte din districtul Rhein-Neckar chiar dacă se află în mijlocul acestuia. Fâșia îngustă care lipsește din district în direcția nord-est este formată din comunele Neckarsteinach și Hirschhorn (Neckar) ale districtului Bergstraße.

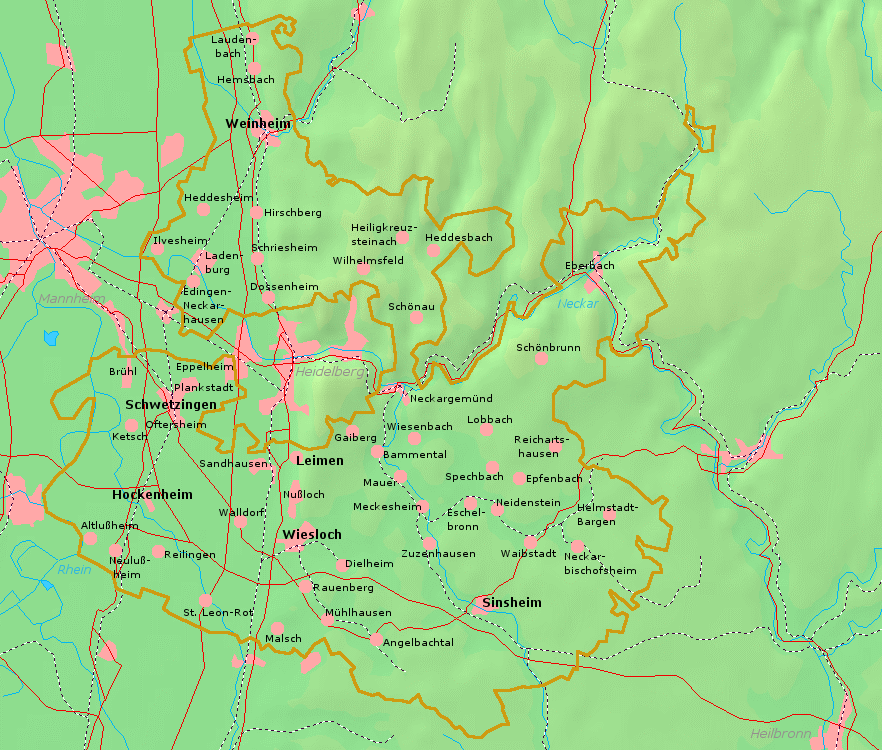
Hartă topografică

## Orașe și comune
Număr de locuitori la 31 decembrie 2007:
| Oraș               | Locuitori |
| ------------------ | --------- |
| Eberbach           | 15.258    |
| Eppelheim          | 14.629    |
| Hemsbach           | 12.230    |
| Hockenheim         | 21.031    |
| Ladenburg          | 11.473    |
| Leimen             | 26.932    |
| Neckarbischofsheim | 3.946     |
| Neckargemünd       | 14.032    |
| Rauenberg          | 7.631     |
| Schönau            | 4.696     |
| Schriesheim        | 14.855    |
| Schwetzingen       | 22.159    |
| Sinsheim           | 35.517    |
| Waibstadt          | 5.659     |
| Walldorf           | 14.774    |
| Weinheim           | 43.692    |
| Wiesloch           | 25.897    |

| comună                       | Locuitori |
| ---------------------------- | --------- |
| Altlußheim                   | 5.296     |
| Angelbachtal                 | 5.002     |
| Bammental                    | 6.498     |
| Brühl                        | 14.256    |
| Dielheim                     | 8.933     |
| Dossenheim                   | 12.008    |
| Edingen-Neckarhausen         | 14.127    |
| Epfenbach                    | 2.517     |
| Eschelbronn                  | 2.572     |
| Gaiberg                      | 2.427     |
| Heddesbach                   | 494       |
| Heddesheim                   | 11.566    |
| Heiligkreuzsteinach          | 3.054     |
| Helmstadt-Bargen             | 3.793     |
| Hirschberg an der Bergstraße | 9.405     |
| Ilvesheim                    | 7.768     |
| Ketsch                       | 12.808    |
| Laudenbach                   | 6.110     |
| Lobbach                      | 2.401     |
| Malsch                       | 3.401     |
| Mauer                        | 3.919     |
| Meckesheim                   | 5.343     |
| Mühlhausen                   | 8.218     |
| Neidenstein                  | 1.820     |
| Neulußheim                   | 6.675     |
| Nußloch                      | 10.734    |
| Oftersheim                   | 10.686    |
| Plankstadt                   | 9.559     |
| Reichartshausen              | 2.015     |
| Reilingen                    | 7.068     |
| Sandhausen                   | 14.336    |
| Schönbrunn                   | 2.987     |
| Spechbach                    | 1.720     |
| St. Leon-Rot                 | 12.539    |
| Wiesenbach                   | 3.092     |
| Wilhelmsfeld                 | 3.293     |
| Zuzenhausen                  | 2.138     |